# Sportvagns-VM 1957
Sportvagns-VM 1957 vanns av Ferrari.

## Delsegrare
| Bana         | Vinnare                                        | Märke        |
| ------------ | ---------------------------------------------- | ------------ |
| Buenos Aires | Masten Gregory Eugenio Castellotti Luigi Musso | Ferrari      |
| Sebring      | Jean Behra Juan Manuel Fangio                  | Maserati     |
| Mille Miglia | Piero Taruffi                                  | Ferrari      |
| Nürburgring  | Tony Brooks Noël Cunningham Reid               | Aston Martin |
| Le Mans      | Ron Flockhart Ivor Bueb                        | Jaguar       |
| Kristianstad | Jean Behra Stirling Moss                       | Maserati     |
| Caracas      | Peter Collins Phil Hill                        | Ferrari      |

## Märkes-VM
| Plats | Märke        | Poäng |
| ----- | ------------ | ----- |
| 1     | Ferrari      | 30    |
| 2     | Maserati     | 25    |
| 3     | Jaguar       | 17    |
| 4     | Aston Martin | 8     |
| 5     | Porsche      | 7     |
| 6     | O.S.C.A.     | 1     |